# 中枢院 (李氏朝鮮)
中枢院（ちゅうすういん、チュンチュウォン）は、朝鮮において、高麗から李氏朝鮮初期に置かれた官衙。王命の出納、兵機、宿衛、警備などを行った。朝鮮中期以降は有名無実化して実務がなくなり、職務を持たない文武官を優遇した。正一品衙門。
991年（成宗10年）、宋に使臣として遣わされた兵官侍郎の韓彦恭が、宋の枢密院の制度を参考に提案して創設された。1009年（顕宗元年）に権臣康兆によって廃止され、仮に中台省が設置されたが彼の死後は再び戻った。
1400年（定宗2年）、三軍府を統合させて承枢府としたが、1405年の官制改革により、王命の出納などの機能は承政院として独立させられ、軍権は兵曹の管轄になるなどして承枢府はその実権を失った。1466年（世祖12年）、中枢府に改称された。

## 構成
| 官位   | 官職   | 定数 | 備考 |
| ------ | ------ | ---- | ---- |
| 正一品 | 領事   | 1人  |      |
| 従一品 | 判事   | 1人  |      |
| 正二品 | 知事   | 1人  |      |
| 従二品 | 同知事 | 1人  |      |
| 従四品 | 経歴   | 1人  |      |
| 従五品 | 都事   | 1人  |      |